# Tóc Tiên (xã)
Tóc Tiên là một xã thuộc thành phố Phú Mỹ, tỉnh Bà Rịa – Vũng Tàu, Việt Nam.

## Địa lý
Xã Tóc Tiên nằm ở phía đông thành phố Phú Mỹ, có vị trí địa lý:
- Phía đông giáp xã Châu Pha
- Phía tây giáp phường Phú Mỹ và phường Tân Phước
- Phía nam giáp phường Phước Hòa và phường Tân Hòa
- Phía bắc giáp các phường Hắc Dịch, Mỹ Xuân và xã Sông Xoài.

Xã Tóc Tiên có diện tích 33,57 km², dân số năm 2023 là 7.312 người, mật độ dân số đạt 217 người/km².

## Hành chính
Xã Tóc Tiên được chia thành 6 ấp: 1, 2, 3, 4, 5, 6.

## Lịch sử
Năm 1930 – 1945, Tóc Tiên thuộc xã Hắc Dịch, huyện Long Điền.
Tháng 12 năm 1945 – 1963, Tóc Tiên thuộc quận Vũng Tàu, tỉnh Bà Rịa.
Năm 1963 – 1975, Tóc Tiên thuộc huyện Châu Đức.
Năm 1975 – 1982, Tóc Tiên thuộc xã Hắc Dịch, huyện Châu Thành, tỉnh Đồng Nai.
Ngày 12 tháng 8 năm 1991, Quốc hội ban 
hành Nghị quyết về việc thành lập tỉnh Bà Rịa – Vũng Tàu trên cơ sở Đặc khu Vũng Tàu – Côn Đảo và 3 huyện: Châu Thành, Long Đất, Xuyên Mộc thuộc tỉnh Đồng Nai. Khi đó, Tóc Tiên thuộc xã Hắc Dịch, huyện Châu Thành, tỉnh Bà Rịa – Vũng Tàu.
Ngày 28 tháng 8 năm 1991, UBND huyện Châu Thành ban hành Quyết định số 821/QĐ-UBHC về việc thành lập ban quản lý vùng Tóc Tiên.
Ngày 2 tháng 6 năm 1994, Chính phủ ban hành Nghị định số 45-CP về việc thành lập xã Tóc Tiên thuộc huyện Tân Thành trên cơ sở toàn bộ 3.447 ha diện tích tự nhiên và 2.253 người của khu kinh tế mới Tóc Tiên.
Ngày 12 tháng 4 năm 2018, Ủy ban Thường vụ Quốc hội ban hành Nghị quyết số 492/NQ-UBTVQH14 về việc thành lập thị xã Phú Mỹ thuộc tỉnh Bà Rịa – Vũng Tàu trên cơ sở toàn bộ huyện Tân Thành. Xã Tóc Tiên trực thuộc thị xã Phú Mỹ.
Ngày 15 tháng 1 năm 2025, Ủy ban Thường vụ Quốc hội ban hành Nghị quyết số 1365/NQ-UBTVQH15 về việc thành lập các phường thuộc thị xã Phú Mỹ và thành lập thành phố Phú Mỹ thuộc tỉnh Bà Rịa – Vũng Tàu (nghị quyết có hiệu lực từ ngày 1 tháng 3 năm 2025). Theo đó, thành lập thành phố Phú Mỹ thuộc tỉnh Bà Rịa – Vũng Tàu trên cơ sở toàn bộ thị xã Phú Mỹ. Xã Tóc Tiên trực thuộc thành phố Phú Mỹ.